# Begonia hymenocarpa
Espèce
Begonia hymenocarpa est une espèce de plantes de la famille des Begoniaceae.
L'espèce fait partie de la section Diploclinium.
Elle a été décrite en 1995 par Cheng Yih Wu.

## Répartition géographique
Cette espèce est originaire du pays suivant : Chine.